# Кэмпбелл, Грегори
Грегори Кэмпбелл (англ. Greg Campbell; 17 декабря 1983, Лондон, Онтарио, Канада) — канадский хоккеист, центральный нападающий.
На драфте НХЛ 2002 года был выбран в 3 раунде под общим 67 номером командой «Флорида Пантерз».
В 2017 году завершил карьеру и вошел в тренерский штаб Коламбуса.

## Достижения
- Чемпион ОХЛ 2003
- Обладатель Мемориального кубка CHL
- Лучший бомбардир Мемориального кубка (Эд Чиновет Трофи) 2003
- Приз фейр-плей Мемориального кубка (Джордж Парсонс Трофи) 2003
- Серебряный призёр Молодёжного чемпионат мира в 2003 году
- Обладатель Кубка Стэнли (2011) в составе клуба «Бостон Брюинз»

## Статистика
| Легенда | Легенда                    | Легенда | Легенда                   | Легенда | Легенда    |
| ------- | -------------------------- | ------- | ------------------------- | ------- | ---------- |
| И       | Количество проведённых игр | Штр     | Штрафное время            | +/−     | Плюс-минус |
| Г       | Голы                       | П       | Голевые передачи          | О       | Очки       |
| -       | Статистика неизвестна      | —       | Статистика не учитывалась |         |            |